# Clotton Hoofield
Clotton Hoofield est une paroisse civile et un village du Cheshire, en Angleterre.